# 特攻飞侠
《特攻飛俠》是台湾漫画家魏良成的漫画，作品融合傳統武俠與科普，背景設定在距離現在10年後「近未來」的世界，运用3D軟體與電腦特效。而作者人称「漫畫博士」，曾代表台灣參加法國安古蘭漫畫節展出。